# Андрющенко, Григорий Яковлевич
Григо́рий Я́ковлевич Андрю́щенко (8 [21] января 1905 года — 14 октября 1943 года) — советский офицер, участник Гражданской, советско-финской и Великой Отечественной войн. В годы Великой Отечественной войны — заместитель командира 6-го гвардейского танкового корпуса. Герой Советского Союза (17.11.1943; посмертно), гвардии полковник (11.03.1943).

## Биография
Родился 8 (21) января 1905 года в посёлке Султановский Терской области (ныне город Минеральные Воды Ставропольского края) в семье железнодорожного машиниста. Русский. Член ВКП(б) с 1927 года.
Рано оставшись без родителей (отец умер, когда Григорию было 8 лет, через год умерла мать), воспитывался в сиротском приюте на станции Тихорецкая. В 1919 году приехал в Ростов-на-Дону. Работал подмастерьем в столярной мастерской.
В мае 1920 года добровольно вступил в Красную Армию. Участвовал в гражданской войне. В 1922 году окончил 13-е пулемётные пехотные курсы. После окончания в 1925 году 21-й военной пехотной школы в Тифлисе проходил службу в различных частях.
В 1929 году был переведён из РККА по пограничные войска назначен командиром автобронедивизиона при Управлении погранохраны и войск ОГПУ Средней Азии, а в 1932 году — начальником бронетанкового отделения Управления погранвойск Среднеазиатского округа. Принимал активное участие в борьбе с басмачеством. В октябре 1939 года получил назначение на должность начальника автобронетанковых войск 8-й армии, в составе которой участвовал в советско-финляндской войне 1939—1940 годов. С октября 1940 года — начальник 1-го отделения автобронетанкового отдела 8-й армии.
В боях Великой Отечественной войны с июня 1941 года, на прежней должности. В составе 8-й армии Северо-Западного и Ленинградского фронтов принимал активное участие в Прибалтийской и Ленинградской стратегических оборонительных операциях. С октября 1941 года по апрель 1942 года — начальник автобронетанкового отдела 8-й армии Ленинградского фронта, участвовал в обороне Ленинграда.
С 16 октября 1942 года — командир 183-й танковой бригады 10-го танкового корпуса. В то время бригада находилась на переформировании под Можайском, а в начале января 1943 года передана в 1-ю гвардейскую армию Юго-Западного фронта. В ходе операции «Скачок» Юго-Западного фронта, командуя 183-й танковой бригадой, участвовал в освобождении от оккупантов Донбасса. При контрнаступлении немецких войск 18 февраля — 1 марта, часть 10-го танкового корпуса с остатками 4-го гвардейского танкового корпуса П. П. Полубоярова («группа Андрющенко» состояла из частей 183-й танковой бригады 10-го танкового корпуса и 9-й отдельной гвардейской танковой бригады) находилась в окружении в районе Динзавода, Молодецкого и Гришино. Кольцо окружения начало сужаться, и группа оказались блокированной в селе Красноармейское (ныне город Покровск). 20 февраля группа, под командованием Г. Я. Андрющенко, начала отступление в северном направлении. Комбриг Г. Я. Андрющенко искусным манёвром смог отвести группу из-под удара и прорваться в расположение 1-й гвардейской армии в районе Прелестного, дважды отбив атаки пытавшегося преследовать противника. К своим вышло около 2500 бойцов, были вывезены все раненые. Противник потерял 26 танков. 23 февраля 1943 года за вывод из окружения частей 4-го гвардейского Кантемировского танкового корпуса и 10-го танкового корпуса, оборонявших село Красноармейское, был представлен командованием к званию Героя Советского Союза, однако был награждён орденом Ленина.
27 февраля 1943 года бригада выведена в резерв Ставки ВГК, позднее передана в Степной военный округ. Участвовал в Курской битве. 6 июля 1943 года 183-я танковая бригада Г. Я. Андрющенко заняла оборону на одном из участков южного фаса Курской Дуги — на рубеже Прохоровка—Грушки-Первые, перекрыв дорогу Белгород—Правороть. В этом районе бои носили ожесточённый характер, по воспоминаниям участника сражения И. А. Магонова, «особого напряжения бои достигли 8 июля. Около самой Прохоровки до 12 июля и позже осталась в обороне 11 мотострелковая бригада нашего 10 танкового корпуса. Обходные манёвры немцев на Прохоровку блокировались, туда перебрасывались наши танковые корпуса. А ночью 183-я танковая бригада вместе с полком самоходных установок заняла новый рубеж, — у Андреевки. И новый сильный удар противник нанёс именно на этом участке. Едва показалось солнце, сразу последовали атаки — одна за другой…».
18 июля 1943 года был тяжело ранен и убыл на излечение в госпиталь. После выздоровления 15 августа 1943 года был назначен заместителем командира 6-го гвардейского танкового корпуса 3-й гвардейской танковой армии Воронежского фронта. На этом посту гвардии полковник Г. Я. Андрющенко проявил исключительную доблесть при форсировании Днепра южнее Киева. Тогда он принял под командование все части корпуса, действовавшие на Днепровском плацдарме. Проявив мужество и находчивость, успешно прикрывал переправу пехоты 27-й армии. Под его руководством танкисты совместно с пехотинцами отбили до 20 немецких атак. Лично показывал бойцам пример мужества: лично на танке участвовал в боях, подавил два противотанковых орудия, рассеял и частично уничтожил до роты пехоты противника.
За этот бой был 8 октября 1943 года представлен командиром корпуса к награждению орденом Суворова II степени, но командующий танковой армией генерал П. С. Рыбалко изменил представление на присвоение звания Героя Советского Союза.
14 октября 1943 года Г. Я. Андрющенко погиб в бою на букринском плацдарме близ села Колесище.
Указом Президиума Верховного Совета СССР от 17 ноября 1943 года «за успешное форсирование реки Днепр, прочное закрепление плацдарма на западном берегу реки Днепр и проявленные при этом отвагу и геройство» гвардии полковнику Андрющенко Григорию Яковлевичу присвоено звание Героя Советского Союза (посмертно).

## Награды
- Медаль «Золотая Звезда» Героя Советского Союза (17 ноября 1943, посмертно)
- Два ордена Ленина (12 марта 1943, 17 ноября 1943)
- Орден Трудового Красного Знамени
- Орден Трудового Красного Знамени Узбекской ССР (5 ноября 1931)
- Медаль «За оборону Ленинграда» (1943[3])
- Юбилейная медаль «XX лет Рабоче-Крестьянской Красной Армии» (22 февраля 1938[3])

## Память
- Похоронен в парке города Переяслав Киевской области (Украина).
- Кенотаф установлен на Ваганьковском кладбище в Москве.
- В городе Покровск Донецкой области его именем назван центральный бульвар.
- Его имя носят улицы в Киеве, Переяславе и Старобельске.
- На аллее Героев Великой Отечественной войны Мемориала «Вечной Славы» в Минеральных Водах установлена стела с его барельефом[13]

## Семья
Жена — Татьяна Павловна Андрющенко (1909—1976). Сын — Михаил Григорьевич Андрющенко, (р. 1930 г.- 2002 г.) капитан танковых войск СССР, сотрудник Министерства Внешней Торговли СССР, Сын — Евгений Григорьевич Андрющенко (1938-2020), доктор философских наук, консультант журнала «Российская Федерация сегодня», профессор. Сын — Анатолий Григорьевич Андрющенко (1940-2021), кандидат технических наук, Председатель муниципального собрания Тверского района г. Москвы.

## Оценки и мнения
Генерал-лейтенант Матвей Кузьмич Шапошников, Герой Советского Союза, в 1943 году командир 178-й танковой бригады 10-го танкового корпуса:

Полковник Григорий Андрющенко был горячим сторонником тактики глубокого боя и говорил, что «главная цель танкового удара — это массированный удар во фланг и тыл противника». Нам надо было максимально степени использовать условия местности и высокие скорости движения наших танков. Необходимо было на максимальных скоростях врезаться в боевые порядки немецких танков и расстреливать их с близких дистанций.

Иван Афанасьевич Магонов, генерал-лейтенант, начальник Училища имени Верховного Совета РСФСР, в 1943 году на Курской дуге – капитан, командир мотострелкового, а затем танкового батальона 183-й танковой бригады отдельного 10-го танкового корпуса:

Почему тогда удалось удержать самый мощный удар непосредственно на железнодорожную станцию Прохоровку? Решением командира
183-й танковой бригады полковника Андрющенко использовалась тактика удержания отдельных опорных пунктов на танкоопасных направлениях, танковые засады. Танки («тридцатьчетвёрки» со слабенькой пушкой и ещё более слабые бронёй и вооружением «БТ-7») поджидали врага в отрытых в земле капонирах так, что над землёй выступала только замаскированная орудийная башня. Танкисты, мужественно пропуская танки противника в глубину своих боевых порядков, действовали по легко запоминающейся формуле: «Бей в бок — будет прок»

Владимир Николаевич Решетняк, рядовой 183-й танковой бригады:

Жаркое июльское лето под Курском. Упорная оборона бригады сменилась контратаками и наступлением. Танки, как стальные слоны. И навстречу им — шквал огня. Оторваться от спасающей тебя матушки-земли — немыслимо! В атаке комбриг Андрющенко своим личным танком никогда не пользовался. В атаке танкового строя он — в открытой легковой машине «Виллис» с радиостанцией. Слева шофёр. Сзади, на сиденье — два автоматчика. Земля кипит от взрывов. На моих глазах «Виллис» как мячик подскакивает и валится на бок. Все выскочили, поставили машину на колёса и без задержки — снова вперёд. В такие минуты ничто не могло остановить танковую бригады. Вот таким мне запомнился наш комбриг Герой Советского Союза гвардии полковник Григорий Яковлевич Андрющенко.